# ТЕС Чахбехар
25°19′41″ пн. ш. 60°47′10″ сх. д. / 25.32806° пн. ш. 60.78611° сх. д.
ТЕС Чахбехар — іранська теплова електростанція на південному сході країни в провінції Систан і Белуджистан.
У 2007—2010 роках на майданчику станції ввели в експлуатацію 6 встановлених на роботу у відкритому циклі газових турбін — чотири потужністю по 25 МВт та дві з показниками по 157,5 МВт.
Згодом планується створити на ТЕС блок комбінованого парогазового циклу, в якому дві більш потужні газові турбіни живитимуть через відповідну кількість котлів-утилізаторів одну парову турбіну потужністю 160 МВт.
Від часу спорудження ТЕС працює з використанням нафтопродуктів, проте на початку 2020-х років із завершенням газопроводу Іраншехр – Чахбехар повинна бути переведена на природний газ.
Видача продукції відбувається по ЛЕП, розрахованій на роботу під напругою 230 кВ.
Можливо також відзначити, що в районі Чахбехару (на протилежній стороні затоки Чахбехар) працює ще одна ТЕС Конарак.